# Alatina morandinii
Alatina morandinii (Syn.: Carybdea morandinii) ist eine Art der Würfelquallen (Cubozoa) aus der Familie der Alatinidae. Die Art wurde in einem Salzwasserbecken im Tropen-Aquarium in Hagenbecks Tierpark in Hamburg entdeckt. Der natürliche Lebensraum der Art liegt in Ostasien. Sehr ungewöhnlich für Würfelquallen enthalten sowohl der Polyp wie auch die Meduse Zooxanthellen. Die Art wurde zunächst dem Genus Carybdea zugeordnet, da die junge Meduse nur eindeutig der Familie Carybdeidae zugeordnet werden konnte. Im Jahr 2015 konnte in Zusammenarbeit mit einem japanischen Team der Lebenszyklus weiter ergänzt werden, und die Familie und das Genus anhand von neuen morphologischen Merkmalen und anhand von genetischen Daten der Gattung Alatina und damit der Familie Alatinidae zugeordnet werden. Das Artepitheton ehrt den Nesseltiere-Spezialisten André Carrara Morandini.

## Merkmale
Der vollentwickelte Cubopolyp lebt solitär. Der längliche, bis etwa 1,8 mm Körper ist dreigeteilt, ein dom- bis ballonförmige Hypostomregion,  eine amphorenförmige Kelchregion und eine Stielregion. Der Gastralraum wird durch ein Diaphragma in einen Mundraum und in einen Kelchraum unterteilt. Die Fußscheibe ist von einem dünnen Peridermkragen umschlossen. Das Hypostom ist von einem einzigen Kranz von bis zu 16 Tentakel (9 bis 16, Mittel: 13, n=30) umgeben. In den Tentakeln, dem Hypostom rund um die Mundöffnung und in der oberen Kelchregion sind Zooxanthellen in das Gewebe eingelagert. Die Nesselzellen sind Stenotelen und heterotriche mikrobasische Eurytelen.
Die gerade abgelösten Medusen sind tetraradial symmetrisch mit einer halbkugelig-pyramidalen Umbrella (mittlere Höhe: 0,70 mm, mittlere Weite: 0,5 mm). Die Außenseite des Schirms trägt sehr kleine (0,03 bis 0,04 mm) runde, unregelmäßig verteilte, mit Nesselzellen besetzte Warzen. Die Nesselzellen sind  hauptsächlich eiförmige heterotriche mikrobasische Eurytele und einige wenige runde holotriche Isorhizen. Das Manubrium ist vierlippig und nimmt ungefähr 30 % der Schirmhöhe ein. Die Lippen des Manubrium, das Velarium und die Nesselzellenanhäufungen auf der Exumbrella enthalten ebenfalls Zooxanthellen. Es sind fünf gastrale Filamente vorhanden. Ältere Medusen (bis zu 3 Monate alt) zeigen T-förmige Sinnesnischenöffnungen und halbmondförmige Phacellen (Ansammlungen von Gastralfilamenten in den 4 Magenecken) – alles klare Merkmale für die Familie Alatinidae und den Genus Alatina.
Die Meduse besitzt vier fadenförmige Tentakel, die länger sind als die Höhe des Schirms, wenn sie voll ausgestreckt sind. Sie sind weiß mit dünnen, hellbraunen Annuli. Die Nesselzellen der Tentakel gehören zu folgenden Typen: holotriche Isorhizen, atriche Isorhizen und einzelne eiförmige heterotriche mikrobasische Eurytelen.

## Lebensweise und Vermehrung
Die Lebensweise konnte bisher nur unter Laborbedingungen untersucht werden. Außerdem gelang es bisher nicht, die Medusen bis zur Geschlechtsreife zu züchten. Cubopolypen und junge Medusen wurden einmal am Tag mit Artemia-Nauplii gefüttert.
Unter ungünstigen Bedingungen wie Wassertemperaturen unter 15 °C oder höher als 27 °C bilden die Polypen Überdauerungsstadien. Die Polypen zogen sich zu Kugeln zusammen und kapselten sich mit einer durchsichtigen Schleimschicht ein. Die Schleimschicht härtet aus und wird mittels Schleimfäden an den Untergrund angeheftet. Wurden die Schleimfäden durchtrennt, wurden sie bei ruhigem Wasser entweder neu gebildet und die Zyste wieder am Untergrund angeheftet, oder die Zyste trieb bei bewegtem Wasser davon und neue Schleimfäden wurden an der Wasseroberfläche gebildet. Wurden im Wasser wieder die für die Polypen günstigen Temperaturen hergestellt, krochen die Polypen aus der Zystenhülle und regenerierten sich innerhalb einer Woche wieder zu einem vollausgebildeten Cubopolypen.

### Asexuelle Vermehrung
Bisher gelang es nicht, die Medusen bis zur Geschlechtsreife zu züchten. Deshalb sind bisher keine Angaben zur sexuellen Vermehrung möglich.
Bei der asexuellen Vermehrung im Polypenstadium wurden zwei Vermehrungstypen beobachtet: Typ 1 kriechende Cubopolypen durch Knospung und Typ 2 Längsteilung eines Cubopolypen.
Typ 1: Kriechende Cubopolypen. Unter günstigen Lebensbedingungen und wenn die Polypen gut genährt und voll entwickelt waren (Mindestgröße 1 mm, 12 Tentakel), bildeten sich in der Kelchregion eine, selten auch zwei Knospen zur selben Zeit. In Abhängigkeit vom Ernährungszustand und Größe des Elternpolypen hatten die Knospen eine Größe von 0,3 bis 3 mm Länge (Mittel: 2 mm, n=30). Die abgeschnürten Knospen waren wurm-ähnlich mit einem zugespitzten hinteren Ende, das Anhäufungen von Stenotelen in der Mesogloea hatte, und ein trunkiertes Vorderende mit einem kleinen Hypostom, das von 4 bis 8 Tentakeln umgeben war. Die Spitzen der Tentakel enthielten noch keine Nesselzellen, sondern diese waren an der Basis der Tentakel aufbewahrt. Die kriechenden Polypen krochen zwei bis drei Tage herum, bevor sie sich festsetzten. Die Kriechpolypen bildeten sich zu festsitzenden Polypen um. Bei Temperaturen höher als 25° dauerte die Kriechphase 7 bis 10 Tage. Sogar voll entwickelte Polypen bildeten sich zu einem Kriechpolypen um. Die Kriechphase dauerte so lange, bis die Temperatur wieder unter 25 °C fiel.
Nach der Metamorphose älterer Polypen in eine Meduse begannen einige der jüngeren Polypen mit asexueller Vermehrung durch Längsteilung. Der Vorgang begann mit der Vergrößerung des domartigen Hypostom. Auf den Seiten bildeten sich Längsfurchen, die basale Fußscheibe teilte sich in zwei Scheiben. Die beiden Fußscheiben rückten nun immer weiter auseinander und die Teilung schritt von unten nach oben immer weiter fort, bis die beiden Tochterpolypen nur noch in der Mundregion miteinander verbunden waren. Letztendlich riss auch dieser Kontakt. Oft hatten die beiden entstehenden Tochterpolypen nicht die gleiche Größe. Längsteilung konnte bei einem Polypen mehrmals beobachtet werden.

### Metamorphose
Das Einsetzen der Metamorphose des Cubopolypen konnte durch Änderung der Wassertemperatur oder durch Zugabe von Kaliumiodid nicht ausgelöst werden. Im Labor fand die Metamorphose nur von Mai bis September statt, als die Raumtemperatur im Labor auf etwa 25 °C stieg und mindestens 5 Stunden direktes Sonnenlicht hatte. Ungefähr vier Wochen vor dem Einsetzen der Metamorphose wurde eine Massenproduktion kriechender Polypen beobachtet. Das erste Anzeichen der beginnenden Metamorphose war das Abflachen des Hypostom und die Bildung von vier Furchen; das Hypostom nahm kurzzeitig die Form eines vierblättrigen Kleeblattes an. Der Stiel verlängerte sich und wurde transparent. Die Tentakelbasen verschmolzen, wurden knospenartig und die freien Enden  wurden resorbiert. Bevor die Resorption der Tentakel beendet war, bildeten sich Pigmentflecken auf den rückgebildeten Tentakelbasen auf der Seite zum Hypostom hin. Diese Pigmentflecken entwickelten sich weiter zu den Rhopalia. Auf der dem Hypostom abgewandten Seiten der Knospen bildeten sich etwas später die Statozysten. Später erschien eine horizontale Furche in der Kelchregion und teilte die Kelchregion in einen metamorphosierenden, medusoiden oberen Teil und in einen polypenähnlichen unteren Teil. Der obere Teil verlor dann seine Radialsymmetrie und wandelte sich in einen würfelähnliche Form um. Das Hypostom blähte sich ballonartig auf. Nachdem die Umwandlung der Tentakelbasen in die Rhopalia abgeschlossen war, bildeten sich zwischen den Rhopalia die Tentakel der künftigen Meduse. Während die Tentakel zur vollen Länge wuchsen, wanderte die Einschnürung zwischen oberen Kelchteil und unterem Kelchteil langsam den Stiel hinunter. Um das aufgeblähte Hypostom herum bildete sich eine tiefe quer verlaufende Furche und leitete die Umbildung des Hypostoms in das Manubrium ein. Der Schirm bildete sich aus und viele Nesselzellenflecken erschienen auf der Exumbrella. Nachdem die Transformation des Hypostoms in das Manubrium angeschlossen war, begann der Schirm zu pulsieren, und der Stiel wurde absorbiert. Die junge Meduse löste sich nach der kompletten Absorption des Stiels ab. Gelegentlich war am Apex des Schirmes der abgelösten Meduse noch die Basalscheibe zu sehen, die sich aber innerhalb der ersten zwei Tage zurückbildete und komplett verschwand. Die Metamorphose eines Cubopolypen in eine Meduse dauerte insgesamt etwa drei bis sieben Tage und war immer komplett, d. h. ohne dass ein regenerativer Rest des Polypen an der Anheftungsstelle zurückblieb.